# Lowingen
Lowingen (Frans: Luingne) is een dorp in de Belgische provincie Henegouwen en een deelgemeente van  Moeskroen.
Het dorpscentrum van Lowingen is vergroeid geraakt met de verstedelijkte bebouwing van Moeskroen en spreidt zich ook uit op een stuk van het grondgebied van de deelgemeente Herzeeuw. Een afgezonderd stuk grondgebied van Lowingen, met vooral nijverheidsgebied, ligt iets meer westwaarts, tegen de grens met Frankrijk.

## Geschiedenis
Lowingen werd voor het eerst vermeld in 1176 als Luina. Het betreft een Germaanse persoonsnaam, voorzien van een achtervoegsel: -ingen (lieden van).
Waarschijnlijk ontstond hier in de Romeinse tijd al een nederzetting, maar het dorp Lowingen werd voor het eerst vermeld in 1176. De eerst bekende heer van Lowingen was Bernard de la Barre, een wijnkoopman uit Doornik die de heerlijkheid in 1329 aankocht. In 1332 kocht hij ook de heerlijkheid Moeskroen. Hij liet een omgrachte versterkte hoeve bouwen. Door huwelijken kwam de heerlijkheid -evenals die van Moeskroen- aan achtereenvolgens de families De Liedekerke, Basta en D'Ennetières.
De oorlogen van Lodewijk XIV legden een zwaar beslag op Lowingen. De Engelsen observeerden de Fransen vanuit Tombroek, terwijl de Fransen de hoogte van Malcense bezetten.
In 1715 kwamen er Noord-Nederlandse militairen om de grenzen te bewaken. Dezen trachtten de plaatselijke bevolking tevergeefs tot het protestantisme te bekeren.
Bij het vastleggen van de taalgrens in 1963 werd Lowingen ingedeeld als Franstalig met taalfaciliteiten voor de Nederlandstalige minderheid, als gevolg hiervan werd de toen nog zelfstandige gemeente van de provincie West-Vlaanderen overgeheveld naar Henegouwen.

## Demografische ontwikkeling
- Bronnen:NIS, Opm:1831 tot en met 1970=volkstellingen

## Resultaten van detalentellingin Lowingen
Gekende talen
|      | Aantal   | Aantal  | Aantal   | Aantal  | Aantal   | Aantal  | Aantal       | Aantal       | Aandeel  | Aandeel | Aandeel  | Aandeel | Aandeel  | Aandeel | Aandeel      |
| Jaar | enkel nl | fr & nl | enkel fr | de & fr | enkel de | de & nl | de & fr & nl | enkel andere | enkel nl | fr & nl | enkel fr | de & fr | enkel de | de & nl | de & fr & nl |
| ---- | -------- | ------- | -------- | ------- | -------- | ------- | ------------ | ------------ | -------- | ------- | -------- | ------- | -------- | ------- | ------------ |
| 1846 | 60       |         | 1.377    |         | 0        |         |              |              | 4,2%     |         | 95,8%    |         | 0,0%     |         |              |
| 1866 | 181      | 123     | 1.307    | 0       | 0        | 0       | 0            | 0            | 11,2%    | 7,6%    | 81,1%    | 0,0%    | 0,0%     | 0,0%    | 0,0%         |
| 1880 | 432      | 253     | 918      | 0       | 1        | 0       | 0            | 0            | 26,9%    | 15,8%   | 57,2%    | 0,0%    | 0,1%     | 0,0%    | 0,0%         |
| 1890 | 118      | 583     | 1.069    | 1       | 0        | 0       | 0            | 0            | 6,7%     | 32,9%   | 60,4%    | 0,1%    | 0,0%     | 0,0%    | 0,0%         |
| 1900 | 69       | 854     | 925      | 0       | 0        | 0       | 3            | 109          | 3,7%     | 46,1%   | 50,0%    | 0,0%    | 0,0%     | 0,0%    | 0,2%         |
| 1910 | 189      | 899     | 1.025    | 0       | 0        | 0       | 3            | 85           | 8,9%     | 42,5%   | 48,4%    | 0,0%    | 0,0%     | 0,0%    | 0,1%         |
| 1920 | 138      | 837     | 1.120    | 0       | 0        | 0       | 0            | 65           | 6,6%     | 40,0%   | 53,5%    | 0,0%    | 0,0%     | 0,0%    | 0,0%         |
| 1930 | 421      | 1.114   | 1.094    | 1       | 0        | 0       | 0            | 118          | 16,0%    | 42,4%   | 41,6%    | 0,0%    | 0,0%     | 0,0%    | 0,0%         |
| 1947 | 375      | 1.123   | 1.337    | 5       | 0        | 5       | 27           | 88           | 13,1%    | 39,1%   | 46,6%    | 0,2%    | 0,0%     | 0,2%    | 0,9%         |

Taal die meestal of uitsluitend gesproken wordt.
|      | Aantal | Aantal | Aantal | Aandeel | Aandeel | Aandeel |
| Jaar | nl     | fr     | de     | nl      | fr      | de      |
| ---- | ------ | ------ | ------ | ------- | ------- | ------- |
| 1910 | 542    | 1.547  | 0      | 25,6%   | 74,4%   | 0,0%    |
| 1920 | 309    | 1.786  | 0      | 14,7%   | 85,3%   | 0,0%    |
| 1930 | 997    | 1.663  | 0      | 37,9%   | 62,1%   | 0,0%    |
| 1947 | 839    | 2.032  | 0      | 29,2%   | 70,8%   | 0,0%    |

## Bezienswaardigheden
- De Sint-Amanduskerk.
- Diverse historische boerderijen.

## Natuur en landschap
Lowingen ligt op een hoogte van ongeveer 30 meter, met als hoogste punt 55 meter bij het gehucht Malcense. Een belangrijke waterloop is de Grote Spiere (La Grande Espierres), die in oostelijke richting loopt en uitmondt in de Schelde.

## Geboren in Lowingen
- Alfred Gadenne (1946-2017), politicus

## Nabijgelegen kernen
Moeskroen, Tombroek, Herzeeuw, Dottenijs
Deelgemeenten: Moeskroen · Dottenijs · Herzeeuw · Lowingen

Overige kernen: Herzeeuw-Station · La Coquinie · Les Ballons · Mont-à-Leux · Risquons-Tout · Petit-Audenaerde

Belgische gemeenten · arrondissement Doornik-Moeskroen · Henegouwen · Wallonië